# سباستین گرگوری
سباستین گرگوری (انگلیسی: Sébastien Grégori؛ زادهٔ ۶ آوریل ۱۹۸۱) بازیکن فوتبال اهل فرانسه است.
از باشگاه‌هایی که در آن بازی کرده‌است می‌توان به باشگاه فوتبال کن، باشگاه فوتبال المپیک مارسی، و باشگاه فوتبال آژاکسیو اشاره کرد.